# Vincents Hansen Steensen
Vincents Hansen Steensen (født 14. maj 1592, død 17. februar 1659) var land- og krigskommissær på Langeland, med residens på slægtsgården Steensgård, beliggende i øens nordlige ende. I 1638 blev han tillige landsdommer, og han bestred disse hverv til sin død i 1659. Han var den yngste søn af Hans Steensen (1559–94) og Margrethe Eriksdatter Basse (1552–1611).

## Liv og karriere
Vincents Steensen blev født på Steensgård i 1592. Efter sigende blev han født i en såkaldt "sejrsskjorte", der endnu skal findes på gården i en guldkapsel. Perioden 1607–1616 brugte han på dannelsesrejse rundt om i Europa, hvor han studerede ved en række udenlandske universiteter. Således blev han indskrevet i 1608 i Marburg, 1610 i Heidelberg og 1611 (-14) i Leiden. Derefter brugte han et år i kancelliet og 1617–23 var han, efter udnævnelse af Kong Christian IV, kammerjunker hos de unge prinser Frederik og Ulrik.
I 1623 giftede han sig med Anne Holck, der tilhørte en af landets førende adelsslægter. De to flyttede ind på Steensgaard og hans karriere fortsatte. Under Kejserkrigen (1623-1629), dvs. den danske fase af Trediveårskrigen, blev han land- og krigskommissær på Langeland, og i 1638 blev han landsdommer.

## Svenskekrigene
Under Svenskekrigene viste Vincents Steensen sit værd. Han ledede Rudkøbings forsvar under Torstenssonkrigen (1643-1645) og i Karl Gustav-krigene (1659-1660) var han med til at organisere øens forsvar. Langelands placering var strategisk vigtig i svenskernes overgang over Storebælt og i samarbejde med oberst Jochim Körber og oberstløjtnant David Bernebach afværgede han flere, og i styrke tiltagende, angreb på øen. Ofte i spidsen for sin styrke.

## Kampen ved Andemose og død
Den 17. februar 1659 forsøgte den svenske rigsadmiral og feltmarskal K. G. Wrangel, med støtte fra en større mængde krigsskibe, en landgang på østsiden ud for Steensgård. Vincents Steensen, som på dette tidspunkt var 67 år, var i embedsforretninger i Rudkøbing da han hørte om angrebet. Han hastede hjem og bevæbnede sig, fik en frisk hest og skyndte sig til landgangsstedet, hvor han sammen med Bernebach førte bønderkompagnierne og små enheder af regulære soldater til modangreb, med pistol i hånden. Herunder blev han truffet af et kardæskskud. blødende af 20 sår sank han af hesten idet han opfordrede sine kampfæller til fortsat angreb. Efter sigende skal han have råbt til oberstløjtnant Bernebach: "Ak, Broder, jeg er skudt, jeg maa dø, gør blot dit bedste og hold Folkene sammen, at de ikke vige fra hverandre, men ærligt forsvare deres Fædreland!" Han blev herefter lagt på en vogn og ført op til sin gård hvor han døde samme aften. Mens Steensen blev bragt til sin gård lykkedes det de danske bønder og soldater under oberstløjtnant Bernebach at fordrive svenskerne og afværge endnu en landgang.
Ved Andemose, hvor slaget stod, er nu rejst en mindesten med hans sidste ord. Enken Anne Holck ledede da det videre forsvar af øen, men seks uger senere erobrede den svenske hær alligevel Langeland, plyndrede Steensgaard og forarmede hende. En af de fem sønner, Hans Ditlev Steensen, overtog med tiden gården. Da den Skånske Krig (1675-1679) brød ud, tog han til Kristianstad. Her blev han også ramt af et skud og døde, mens han var ved at skrive til sin trolovede, grevinde Sophie Ulfeldt.